# Никола Зојић
Никола Зојић је био српски властелин из XIV века.
Био је господар рудничког краја и имао титулу војводе. Заједно са Новаком Белоцрквићем (Белоцрковник) је покушао да организује побуну против Стефана Лазаревића 1398. године, али је побуна откривена пре него што је и почела; Белоцрквић је погубљен, а Зојића и његове заверенике је Радич Поступовић потерао у тврђаву Острвица, где су се утврдили. Посредством књегиње Милице, сукоб је заустваљен, а Зојић је са породицом морао да се замонаши.
С друге стране, М. Ђ. Милићевић у „Кнежевини Србији“ наводи да је заправо у Острвици Никола Белоцрковник замонашен са целом породицом након побуне, тако да је могуће да су Зојић и Белоцрквић заправо иста особа, али је такође могуће и да су Новак и Никола били браћа, мада је вероватније да је грешка до Милићевићеве интерпретације, пошто сви други извори наводе да су Зојић и Белоцрквић два различита човека.
Претпоставља се да је његов главни двор био у данашњем Љубичевцу, који се у средњем веку звао Сребрница (или Сребреница). Данас се на том месту налазе остаци зидина који се у народу зову Кулина.